# The Cabin in the Woods
The Cabin in the Woods är en amerikansk skräckfilm från 2012 regisserad av Drew Goddard och producerad av Joss Whedon. Filmen hade världspremiär i december 2011. I Sverige hade den premiär den 18 maj 2012.

## Handling
En grupp ungdomar reser till en avlägsen stuga i vildmarken. Övervakade av kameror förvandlas deras resa till en ren mardröm då de börjar uppträda som stereotyper ur en skräckfilm.

## Om filmen
Filmen började spelas in i mars 2009 och avslutades den 29 maj 2009 i Vancouver , British Columbia, Kanada.

## Rollista (i urval)
- Kristen Connolly - Dana Polk
- Chris Hemsworth - Curt Vaughan
- Anna Hutchison - Jules Louden
- Fran Kranz - Marty Mikalski
- Jesse Williams - Holden McCrea
- Richard Jenkins - Gary Sitterson
- Bradley Whitford - Steve Hadley
- Brian White - Daniel Truman
- Amy Acker - Wendy Lin
- Sigourney Weaver - Direktör